# Bajo el cielo antioqueño
Pour plus de détails, voir Fiche technique et Distribution.
Bajo el cielo antioqueño (littéralement en français, « Sous le ciel d'Antioquia ») est un film muet colombien en noir et blanc réalisé par Arturo Acevedo Vallarino et présenté au public pour la première fois le 6 août 1925 à Medellín, en Colombie.

## Synopsis
Bajo el cielo antioqueño est un drame romantique narrant la romance entre Lina, une écolière, et Álvaro, un bohème.

## Fiche technique
- Titre original : Bajo el cielo antioqueño[1] (en français, littéralement « Sous le ciel d'Antioquia »)
- Réalisation : Arturo Acevedo Vallarino[1]
- Directeur de la photographie : Gonzalo Acevedo Bernal[1]
- Pays :  Colombie
- Format : Noir et blanc - Muet - 35 mm[1]
- Durée : Long métrage de 131 minutes[1]
- Genre : Fiction[1]
- Date de sortie : 
  -  Colombie : le 6 août 1925 à Medellín[1].

## Distribution
- Alicia Arango de Mejía : Lina
- Gonzalo Mejía Trujillo : Don Bernardo
- Juan B. Naranjo : Álvaro
- Harold Maynham : Mister Adams
- Rosa Jaramillo : Mendiga
- Carlos Ochoa : Puntillas
- Eduardo Uribe : Bandido
- José Ignacio González : Detective
- Carlos Botero : Cura
- Ángela Henao : Campesina
- Berta Hernández : Señorita
- Lía Restrepo : Adela
- Jorge Restrepo : Carlos

## Projet
Arturo Acevedo Vallarino, producteur et directeur d'une compagnie nationale de théâtre à Antioquia, a été l'un des pionniers du cinéma colombien. En effet, après l'introduction de films étrangers en Colombie, les théâtres ne sont plus aussi rentables et Acevedo décide de créer une maison de production, Acevedo e Hijos (« Acevedo et Fils ») en 1920. Cette compagnie cinématographique est connue dans un premier temps sous le nom de Casa Cinematográfica Colombia avant de voir son nom changé, Arturo Acevedo Vallarino se faisant aider par ses quatre fils. Grâce au succès remporté à Medellín par son précédent film, La tragedia del silencio, Acevedo e Hijos parvient à l'attention de l'industriel colombien Gonzalo Mejía qui décide d'apporter son aide financière pour réaliser Bajo el cielo antioqueño. 